# Círculo de Koulikoro
Koulikoro es una subdivisión administrativa (cercle o círculo) de la región de Kulikoró, en Malí. En abril de 2009 tenía una población censada de 210 611 habitantes y estaba formada por las siguientes comunas o municipios, que se muestran igualmente con población de abril de 2009:
- Dinandougou 21,360
- Doumba 7,463
- Koula 23,448
- Koulikoro 41,602
- Meguetan 25,393
- Nyamina35,785
- Sirakorola 35,992
- Tienfala 6,988
- Tougouni 12,580[1]